# John Julius Angerstein
John Julius Angerstein (ur. 1735 w Petersburgu, zm. 22 stycznia 1823 w Londynie) – angielski kupiec i kolekcjoner sztuki. Jego kolekcja sztuki, zakupiona po jego śmierci przez Izbę Gmin, stała się zaczątkiem National Gallery w Londynie.